# Ignasi Oms i Ponsa
Ignasi Oms i Ponsa (Manresa, Bages, 25 de gener de 1863 – Barcelona, 21 de juliol de 1914) fou un arquitecte català considerat com el representant més destacat del modernisme a Manresa, on va deixar la seva empremta en més d'una seixantena d'edificis.
Polifacètic, també va destacar en l'àmbit urbanístic, en què va innovar amb plantejaments moderns que van expansionar i millorar la ciutat de Manresa. Oms va deixar la seva empremta en més d'una seixantena d'edificis de la capital del Bages. Altres facetes d'Oms són el seu vessant polític, va formar part d'Unió Catalanista, i la seva activitat com a docent en la que va modernitzar el model pedagògic de la comarca.

## Biografia
Ignasi Oms va ingressar amb setze anys a l'Escola Superior d'Arquitectura de Barcelona, on va ser alumne d'Elies Rogent en Teoria de l'art i en el Tercer curs de projectes, i de Lluís Domènech i Montaner, amb qui va col·laborar a l'Exposició Universal de Barcelona (1888).
Va obtenir el títol a l'Escola d'Arquitectura de Barcelona el 19 d'agost de 1890 i a continuació va ser nomenat arquitecte municipal i cap del cos de bombers de la ciutat de Manresa, càrrec que va exercir entre 1892 i 1914. És en aquesta ciutat on trobem la major part de la seva obra. La ciutat va posar el seu nom a un carrer que concentra en el mateix espai quatre obres seves. Com a arquitecte municipal va ser l'autor d'una bona part dels edificis d'infraestructura i del planejament urbanístic de 1913, va influir en multitud de projectes i, com a arquitecte privat, en va signar una quarantena a la ciutat i una desena fora.
Els seus començaments pertanyen a l'eclecticisme, però després de visitar l'Exposició Universal de París de 1900, va començar a desplegar el modernisme a les seves obres. També va conrear l'arquitectura eclèctica, la historicista, la modernista centreeuropea o nòrdica i la Sezession. En els seus edificis hi trobem elements agafats d'aquí i d'allà en una barreja evident que imprimeix segell a la seva obra.
Oms i Ponsa es va envoltar de col·laboradors artesans per als seus treballs, alguns dels quals duien el seu segell en forma de propostes de disseny. Oms va conrear el disseny gràfic (capçalera del diari Bages Ciutat, escuts heràldics, segells i logotips com el del Centre Excursionista de la Comarca del Bages), el disseny industrial (fanals, baranes de forja, fusteria, atuells de decoració o bibelots, mobles) i el disseny decoratiu (sòcols amb clara predilecció per l'ornamentació floral).
Va mantenir una forta militància política a les files de la Unió Catalanista i la Lliga Regionalista i va participar activament en l'organització de les sessions de les Bases de Manresa dels dies 25 i 27 de març i del 15 d'abril del 1892. Va ser fundador del Centre Nacionalista Republicà de Manresa.
L'any 2011 va ser el primer arquitecte a formar part de la Galeria de Manresans Il·lustres.

## Obra

### Manresa
| Any         | Nom                          | Ubicació                                                                         | Descripció | Estat                                           | Foto                     |
| ----------- | ---------------------------- | -------------------------------------------------------------------------------- | --- | ----------------------------------------------- | ------------------------ |
| 1896        | Torre Lluvià - Vil·la Emília | Camí de Rajadell                                                                 | La vil·la Emília, vil·la Maria o Torre Lluvià és una construcció modernista amb elements historicistes. | L'exterior i l'estructura acabat de rehabilitar | Vila Emília-Torre Lluvià |
| 1898        | Casa Gabernet Espanyol       | Passeig Pere III 41° 43′ 38.21″ N, 1° 49′ 25.91″ E / 41.7272806°N,1.8238639°E    | És la primera obra d'Oms i és d'estil eclèctic historicista amb una barana al terrat que recorda uns merlets. Amb clares referències neogòtiques en els finestrals de la planta baixa. | Correcte                                        | Casa Gabernet Espanyol   |
| 1899        | Casa Armengou                | Crta. de Vic 15-17 41° 43′ 33.26″ N, 1° 49′ 33.26″ E / 41.7259056°N,1.8259056°E  | És una de les primeres obres d'Oms i és clarament eclèctica. Es tracta d'un edifici amb dues escales de veïns i dues plantes. | Molt bo                                         | Casa Armengou            |
| 1901-1911   | Col·legi-Asil dels Infants   | Crta. de Vic 16 41° 43′ 33.65″ N, 1° 49′ 35.21″ E / 41.7260139°N,1.8264472°E     | És una obra representativa del modernisme historicista que reinterpreta un gran edifici romànic amb un cos central en forma de basílica, amb finestres rematades en arcs de mig punt i amb arcuacions cegues d'estil llombard rematant la façana. | Correcte                                        | Els Infants              |
| 1903        | Casa Padró Domènech          | c/ Àngel Guimerà 41° 43′ 39.34″ N, 1° 49′ 28.78″ E / 41.7275944°N,1.8246611°E    | Casa unifamiliar modernista d'inspiració centre-europea amb un sostre a dues aigües i un frontispici esglaonat. | Correcte                                        | Casa Padró Domènech      |
| 1903-1905   | La Morera                    | Camí de Rajadell                                                                 | Masia que el propietari, l'industrial tèxtil Josep Portabella i Cots, va fer reformar i ampliar. | Molt Bo                                         | La Morera                |
| 1906        | Casa Torrents                | plaça Fius i Palà 41° 43′ 28.77″ N, 1° 49′ 25.91″ E / 41.7246583°N,1.8238639°E   | Coneguda com ca la Buresa pel cognom de l'esposa de Llogari Torrents i Serra. Té quatre plantes amb dues torrasses circulars als angles, un dels quals està culminat amb una cúpula cònica, amb decoració ceràmica en forma d'escames. La façana és carreuada amb elements florals, ceràmica vidriada, esgrafiats i ferro forjat. Presenta una alternança de formes i llindes, especialment decorades les corresponents a les portes dels balcons volats. | Regular                                         | Casa Torrents            |
| 1906        | Antic escorxador             | plaça Bages 11 41° 44′ 7.44″ N, 1° 49′ 25.36″ E / 41.7354000°N,1.8237111°E       | La construcció és a base de pedra emmarcada de totxo vist. La coberta és a base de cavalls de fusta a dues aigües, i està suportada per pilars de totxo vist. A la nau central, la més alta, s'hi sacrificaven els animals, mentre que a les laterals s'hi acollien els corrals. Les torres de les cantonades s'utilitzaven d'assecadors de pells. | Molt Bo                                         | Antic escorxador         |
| 1906 - 1909 | Casino de Manresa            | Passeig Pere III 41° 43′ 38.05″ N, 1° 49′ 23.69″ E / 41.7272361°N,1.8232472°E    | Va ser durant molts anys seu del centre social de la burgesia de la ciutat. Actualment és la seu de la Biblioteca Comarcal. Ha estat recentment restaurat i rehabilitat. El cos principal es va construir en tres anys (1906-1909) com una obra de transició cap al modernisme. La façana segueix un tipus d'estructura clàssica i al mateix temps conté elements modernistes com el disseny de les finestres i balcons i els motius ornamentals. Algunes de les sales interiors, en l'actualitat sales de lectura, conserven vitralls de colors i una ornamentació molt rica. Les obres dels laterals continuaren fins al 1918. La tanca del passeig és clarament déco. | Correcte                                        | Casino de Manresa        |
| 1907        | Casa Devant                  | Passeig Pere III 41° 43′ 36.31″ N, 1° 49′ 24.22″ E / 41.7267528°N,1.8233944°E    | Casa senyorial en una de les cantonades més privilegiades del passeig, davant del Casino de Manresa i al costat de la Casa Lluvià. Destaquen les decoracions florals de sota de les tribunes i sobre les finestres del segón pis. Són alguns dels detalls modernistes que es combinen amb l'aire eclèctic que li atorguen altres parts de l'edifici. | Correcte                                        | Casa Devant              |
| 1908        | Casa Lluvià                  | Arquitecte Oms, 5 41° 43′ 36.51″ N, 1° 49′ 21.75″ E / 41.7268083°N,1.8227083°E   | Es va construir per encàrrec de Sebastià Tàpias i Selga, posteriorment la va adquirir el senyor Lluvià. L'edifici s'aparta del classicisme i l'autor hi combina, en un joc de volums asimètrics, un cos central amb dues torres de diferents proporcions i alçades. La façana conserva una ornamentació típicament modernista amb esgrafiats a les parets, ornamentació florals en capitells i mènsules, rematat amb un esglaonat de rajola i maó a les cornises. El jardí està ballat amb reixes de ferro forjat. | Molt bo                                         | Casa Lluvià              |
| 1910        | Casa Torra                   | plaça Independència 41° 43′ 37.23″ N, 1° 49′ 20.30″ E / 41.7270083°N,1.8223056°E | La façana encarada cap al sol consta d'unes magnífiques galeries decorades amb vitralls emplomats colorits i amb elements de forja. Les obertures estan ornamentades amb mènsules, i els balcons amb tribunes i baranes de ferro forjat. L'interior de l'entrada encara conserva el regust modernista. | Molt bo                                         | Casa Torra               |
| 1911        | Farinera la Florinda         | c/ Bruc, 33 41° 43′ 23.31″ N, 1° 49′ 3.58″ E / 41.7231417°N,1.8176611°E          | És un edifici industrial on es remarca la verticalitat, a l'estil de les fàbriques angleses, format per diferents cossos dins d'un recinte tancat. El cos central té una alçada de quatre pisos i de les construccions laterals només en resta la de ponent. La de llevant es va substituir per un grup de sitges, i si bé el conjunt va perdre en simetria, va guanyar en majestuositat. | Molt bo                                         | Farinera la Florinda     |

També la Casa Puig i Font

### Solsona
| Any  | Nom            | Ubicació                                                              | Descripció | Estat   | Foto           |
| ---- | -------------- | --------------------------------------------------------------------- | --- | ------- | -------------- |
| 1929 | Hotel Sant Roc | c/ Canuda 41° 59′ 46.46″ N, 1° 31′ 1.45″ E / 41.9962389°N,1.5170694°E | Realitzat en col·laboració amb Bernardí Martorell, s'inaugurà el 16 d'agost de l'any 1929. Construït sota els paràmetres de l'arquitectura modernista i de la mà de la família Guitart, va ser un fet extraordinari per a la ciutat. La disposició de la façana principal, sobretot en el frontó triangular del coronament, recorda els models tradicionals del nord d'Europa, de manera especial les cases que voregen els canals d'Amsterdam, i la casa Amatller de Barcelona. | Molt bo | Hotel Sant Roc |

### Navarcles
| Any  | Nom                     | Ubicació       | Descripció | Estat   | Foto |
| ---- | ----------------------- | -------------- | --- | ------- | ---- |
| 1912 | Ajuntament de Navarcles | pl. de la Vila | El projecte es va iniciar el 1909 i finalitzà el 1912. Construït sota els paràmetres de l'arquitectura modernista, l'edifici original era una construcció de 25 x 7 metres de planta i 2 pisos d'alçada. La façana principal dona a la plaça de la Vila i té una composició clàssica on dominen les ornamentacions (baranes i treballs de forja) i esgrafiats de clara influència modernista. | Molt bo |      |

### Castellbell i el Vilar
| Any | Nom                                             | Ubicació                                          | Descripció | Estat                 | Foto |
| --- | ----------------------------------------------- | ------------------------------------------------- | --- | --------------------- | ---- |
|     | Torre del Borràs                                | C. de Joaquim Borràs                              | L'edifici consta de tres pisos d'alçada i ha patit diferents modificacions i alteracions al llarg de la seva història. | Abandonat i amenaçat  |      |
|     | Campanar de l'església de Santa Maria del Vilar | Pl. de la Sardana (o pl. de l'església del Vilar) | Campanar de l'església de la parròquia de Santa Maria del Vilar, finançat mitjançant subscripció popular               | Regular però amenaçat |      |